# الكسندر دونكان
الكسندر دونكان (بالإنجليزية: Alexander Duncan)‏ هو سياسي أمريكي، ولد في 1788 في الولايات المتحدة، وتوفي في 23 مارس 1853 في نفس البلد. حزبياً، نشط في الحزب الديمقراطي. وقد انتخب عضو مجلس نواب أوهايو وانتخب عضو مجلس النواب الأمريكي.